# Mamady Youla

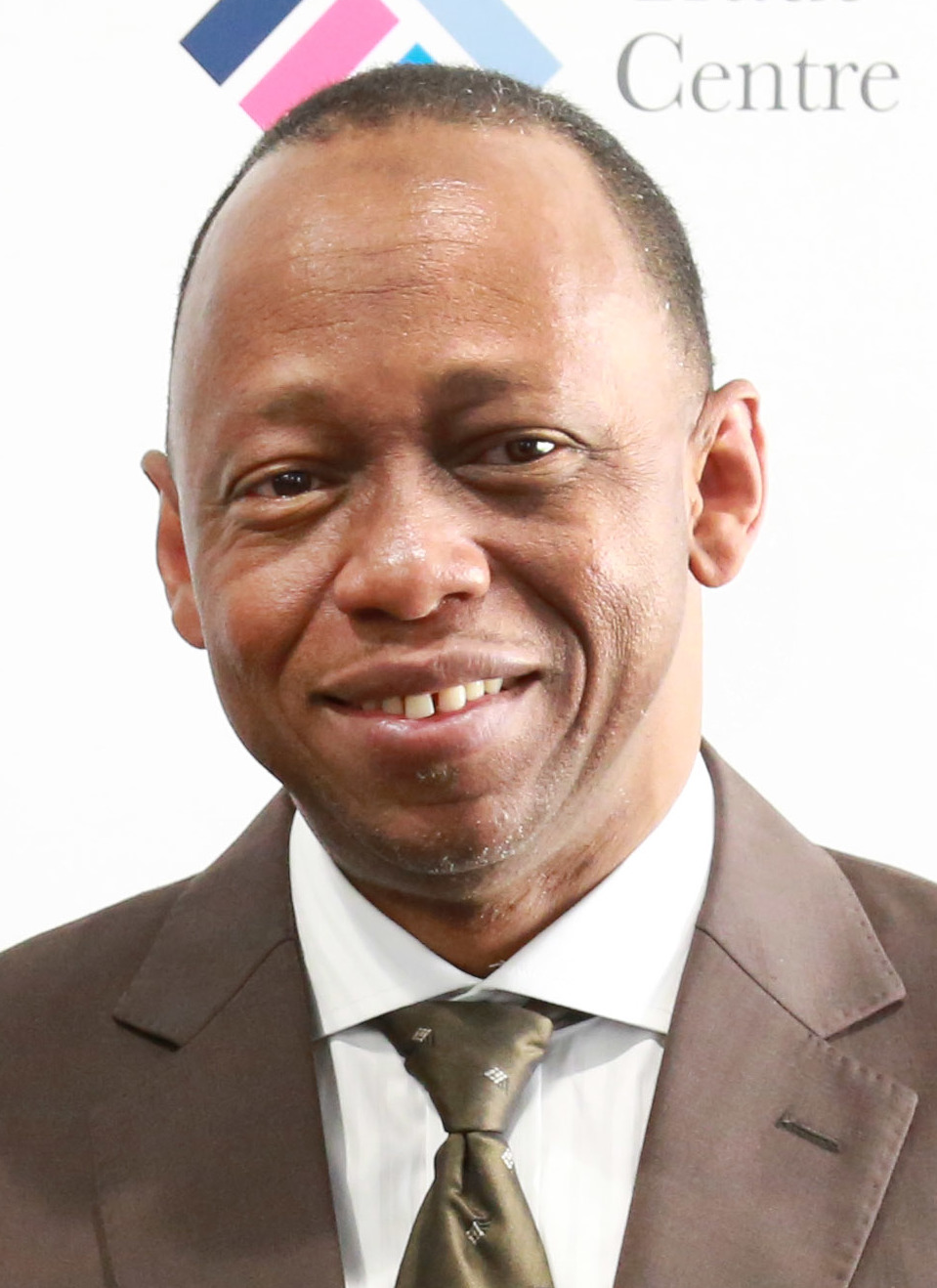
Mamady Youla (2017)

Mamady Youla (* 1961 in Conakry) ist ein guineischer Politiker.

## Leben
Youla studierte an der Universität Félix Houphouët-Boigny und erhielt dort 1989 einen Abschluss in Makroökonomie. Anschließend nahm er diverse Aufgaben für Wirtschaftsverbände und staatliche Einrichtungen wahr. Youla war 2004 und 2005 als Generaldirektor für das Unternehmen Guinea Alumina Corporation tätig gewesen. Danach war er als Wirtschaftsberater des Premierministers sowie als Verantwortlicher für die wirtschaftlichen Belange des Energie- und des Wirtschaftsministeriums beschäftigt. Als Nachfolger von Mohamed Said Fofana war Youla ab dem 26. Dezember 2015 bis 2018 Premierminister von Guinea.